# Etu-Töölö
Etu-Töölö (suédois : Främre Tölö) est un quartier d'Helsinki, la capitale finlandaise situé immédiatement au nord-ouest du centre-ville, accolé à baie de Seurasaarenselkä. 
Il fait partie du district de Kampinmalmi et du superdistrict Sud. 
Avec son voisin du nord Taka-Töölö, il forme le quartier historique de Töölö.
Au début des années 1900, le quartier construit de manière dense est une zone urbaine homogène et uniforme sur le plan architectural, caractérisée par de grands îlots clos par des masses de bâtiments élevés, créant de vastes espaces intérieurs semblables à des parcs, construits de manière efficace, et offrant des perspectives de rue uniformes, telles que Museokatu, Runeberginkatu, les rues Hesperian et le parc Hesperian, Mechelininkatu, Caloniuksenkatu, Väinämöisenkatu, Sammonkatu et Tunturikatu. Autour de la place du Temple, les bâtiments forment un espace urbain circulaire et fermé.

## Description

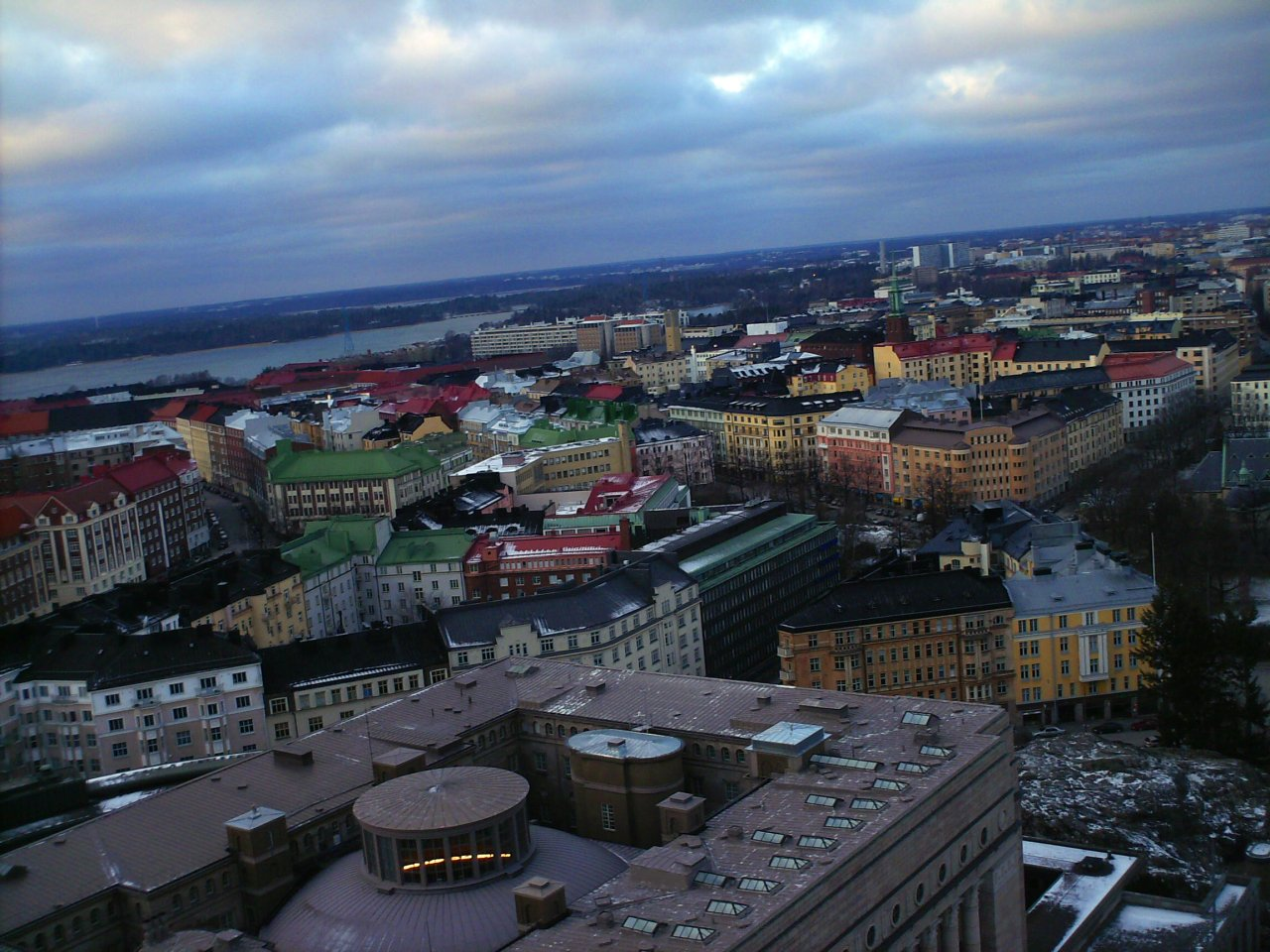
Vue aérienne d'Etu-Töölö, en avant plan le toit de l'Eduskuntatalo.

Etu-Töölö est bordée au sud par la rue du chemin de fer septentrionale, à l'ouest par Hietaniemenkatu et Seurasaarenselkä, ainsi que la plage de Hietaniemi, Taivalluoto et Taivallahti.
Sa limite au nord est Esplanade d'Hesperia, à l'est Töölönlahti, la Maison Finlandia et Mannerheimintie au niveau du palais du Parlement.

## Population
Sur une surface de 1,18 km2, le quartier accueille 13 129 habitants (1.1.2008) et 15 113 habitants (1.1.2019).

## Monuments et muséees

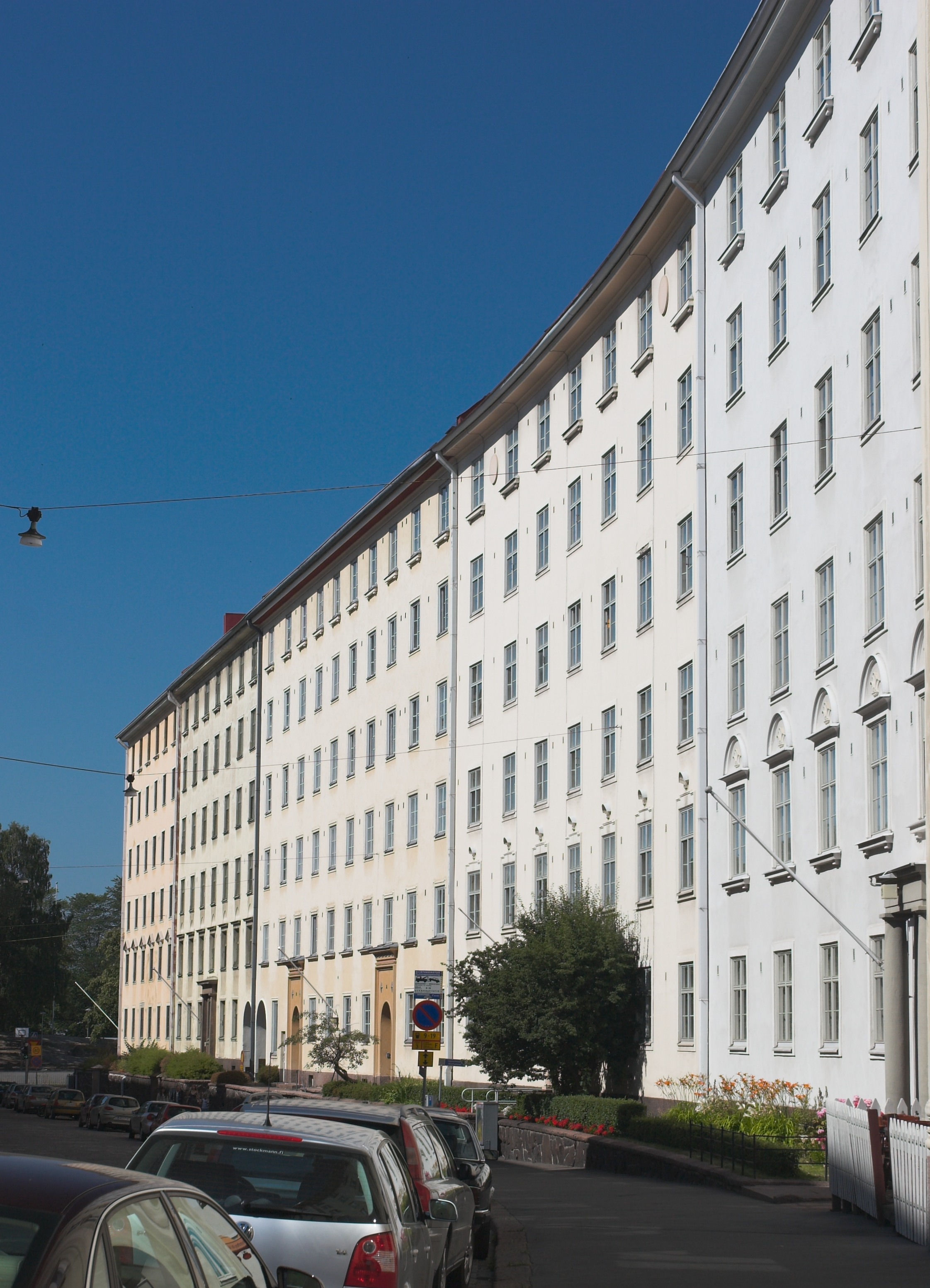
La rue Museokatu

Le quartier comporte plusieurs des monuments majeurs de la capitale finlandaise. On trouve en plein centre du quartier l'Église Temppeliaukio, et en bordure orientale le parlement, la maison Finlandia (Finlandia-talo) et le musée national.
- Musée national de Finlande (1905-1910) Mannerheimintie 34
- Musée d'histoire naturelle d'Helsinki (1913) Pohjoinen Rautatiekatu 13
- Villa d'Hakasalmi (1846) Villa Hagasund (finska; Hakasalmen huvila)
- Église de Kristuskyrkan, (1928), Apollonkatu 5, Architecte Atte V.Wilberg
- Église Temppeliaukio (1969) Lutherinkatu 3
- Église Olaus Petri d'Helsinki (1932) Minervankatu 6
- Galerie d'art d'Helsinki, (1928) Nervanderinkatu 3
- Palais du Parlement de Finlande (1931) (en finnois: Eduskuntatalo, en suédois: Riksdagshuset) Mannerheimintie 30
- Université Hanken (suédois : Svenska Handelshögskolan) (1909) Arkadiankatu 22
- Vasa Nation (1908) Ostrobotnia Huset Töölönkatu 3A
- Collection d'œuvres d'art du Musée Reitz (1938) Apollonkatu 23
- Maison pour Artistes Lallukka (1933) Apollonkatu 13
- Helsingin kauppakorkeakoulu (1950) Runeberginkatu 14–16
- Maison Finlandia (1969-1975) Mannerheimintie 13 Architecte Alvar Aalto

## Personnages célèbres qui ont vécu à Etu-Töölö
Alvar Aalto, jeune étudiant en architecture, vivait dans un appartement loué, Töölönkatu 7, construit en 1911.
Le président finlandais Risto Ryti (1889-1956) a vécu à Cygnaeuksenkatu 2 de 1918 à 1935.
L'actrice Mia Backman (1877-1958) vécut à Museokatu 46 à partir de 1928.
Le poète Aaro Hellaakoski (1893-1952) vivait à Museokatu 34.
La philanthrope Aurora Charlotta Karamzin (1808-1902), fondatrice de l'Institut des diaconesses d'Helsinki (1867), vécut à la Villa d'Hakasalmi jusqu'à sa mort.
Le célèbre écrivain Mika Waltari (1908-1979) a vécu à Tunturikatu 13, de 1932 jusqu'à sa mort en 1979.

## Journaux Locaux
Entre autres, les journaux locaux gratuits suivants sont distribués aux habitants de Etu-Töölö :
- Töölöläinen, journal de district
- Kamppi-Eira, journal local pour le sud et le centre d'Helsinki
- Ruoholahden Sanomat, journal local pour le sud et l'ouest du centre d'Helsinki

## Transports
Les lignes de tramway 1 2 4 8 10 desservent Etu-Töölö, ainsi que des bus.
Le quartier dispose aussi de bonnes voies de circulation douce dans toute la zone résidentielle. 
La voies de circulation douce Baana relie les rues du chemin de fer et va jusqu'à Eira. 
En outre, l'École supérieure de commerce de l'université Aalto continuera à construire une piste cyclable le long de Runeberginkatu vers Kampinmalmi.

## Galerie

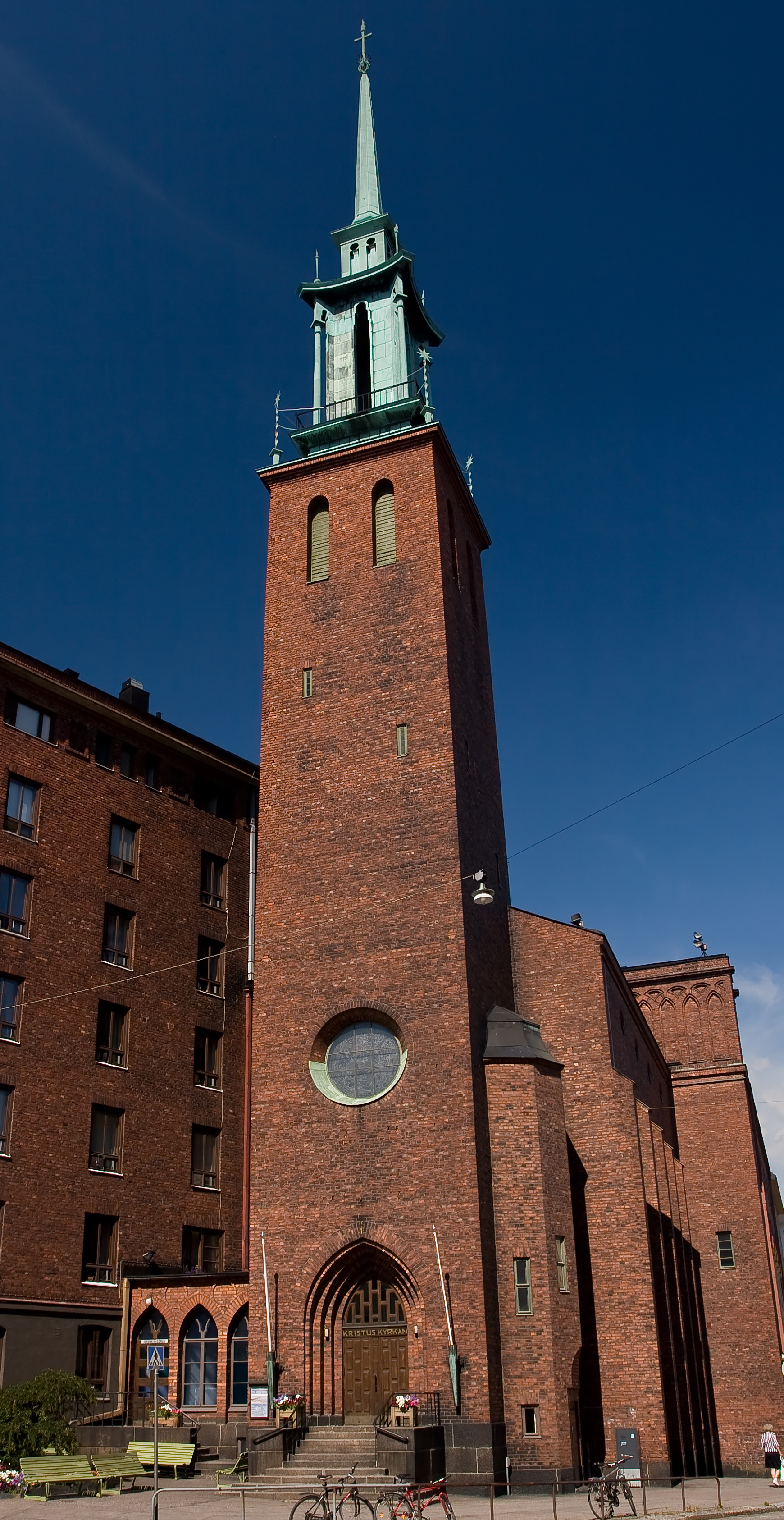
Kristuskyrkan, un exemple de l’architecture néo-gotique finlandaise en briques. Atte V. Wilberg 1928.
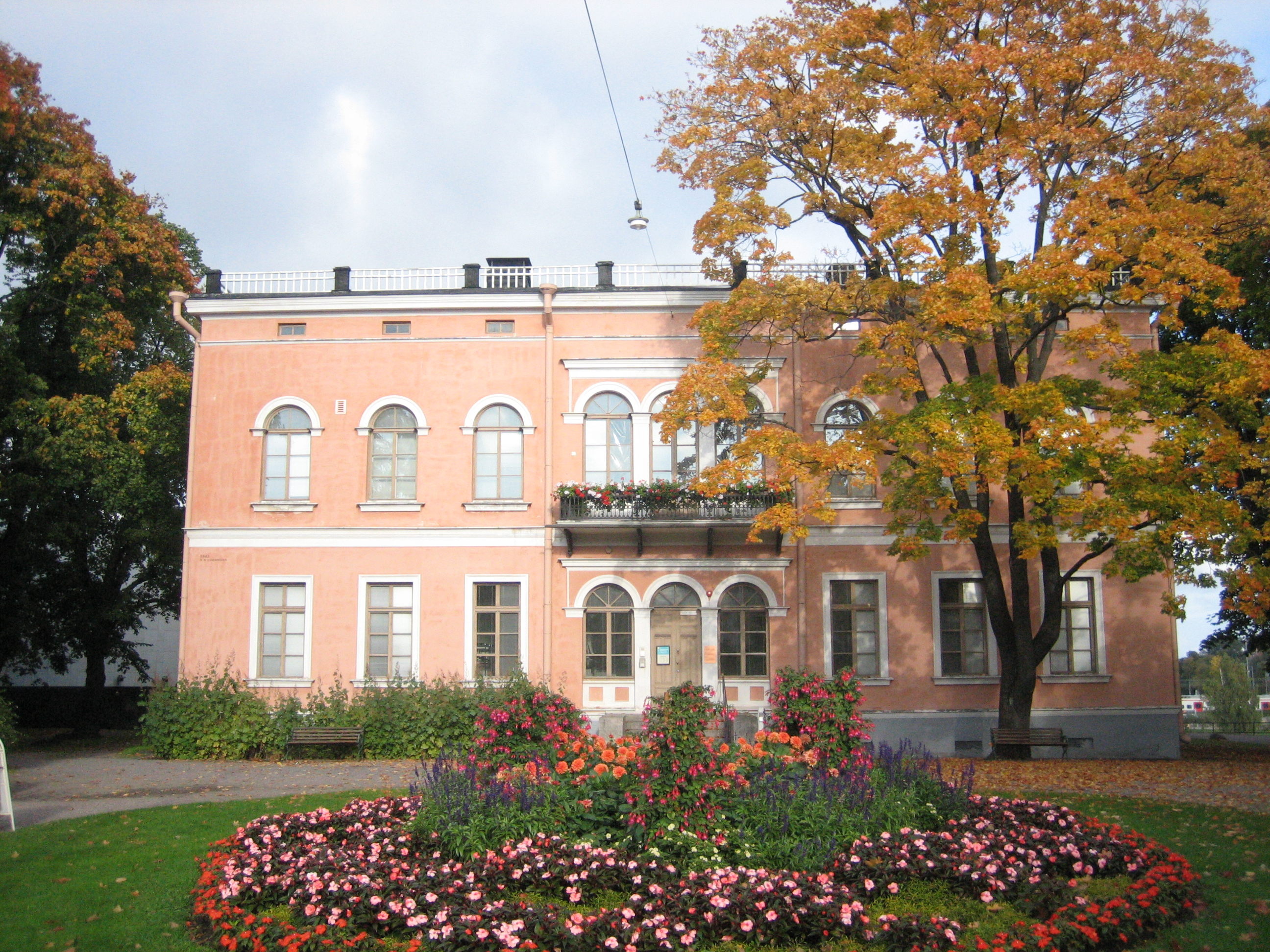
Villa d'Hakasalmi, XIXe siècle, Ernst Bernhard Lohrmann (1847)
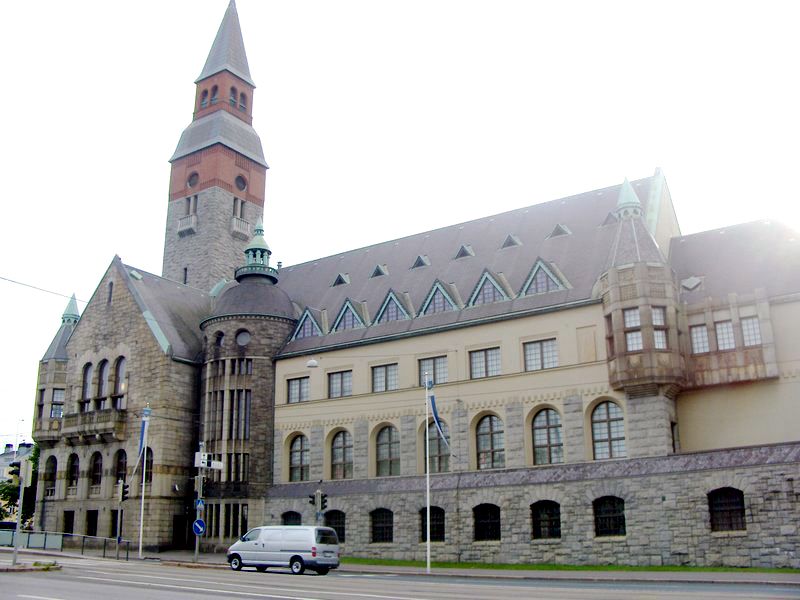
Kansallismuseo, Herman Gesellius, Armas Lindgren, Eliel Saarinen (1905-1910).
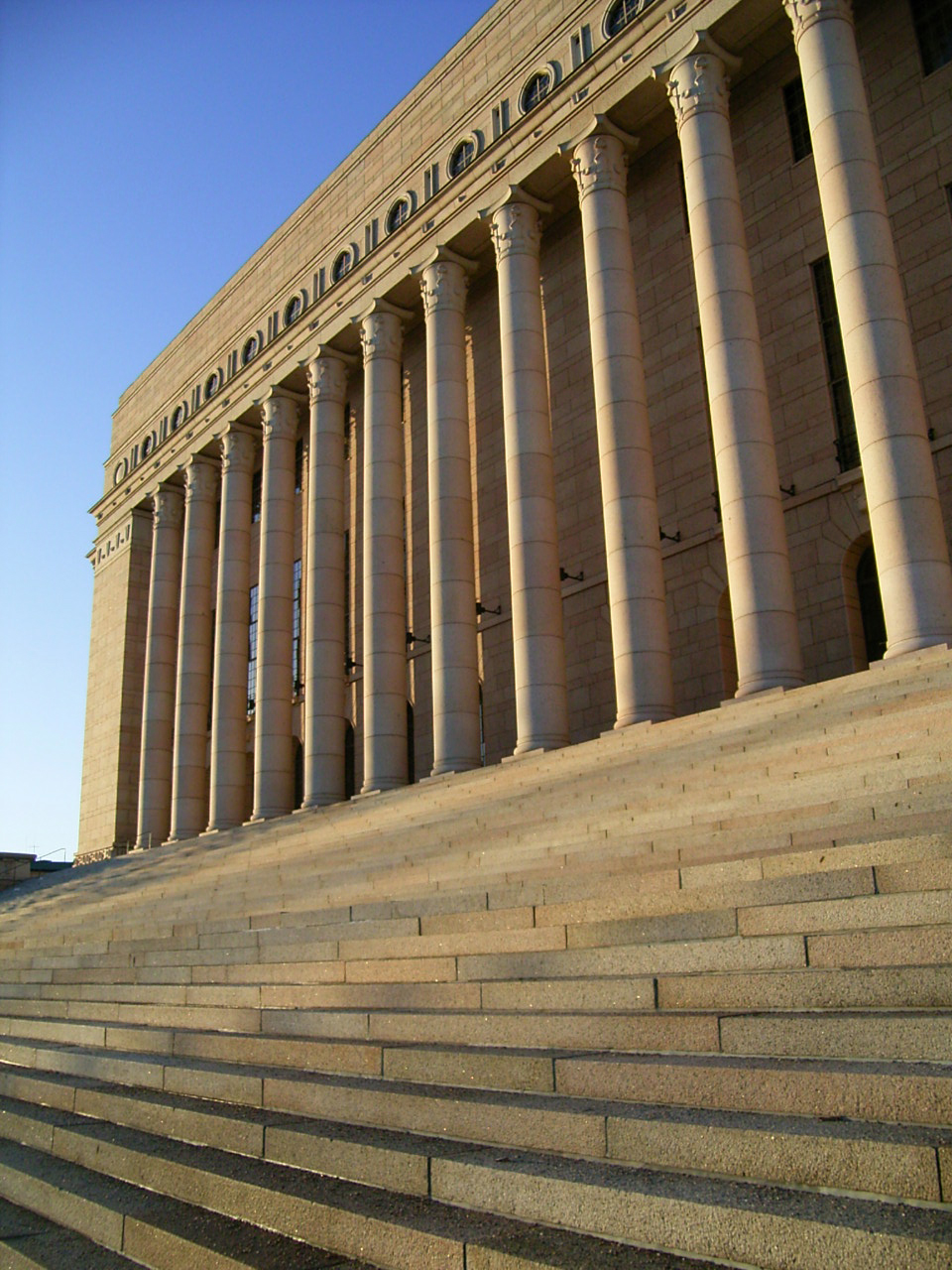
Eduskuntatalo (Palais de la Diète nationale), Johan Sigfrid Sirén (1931)
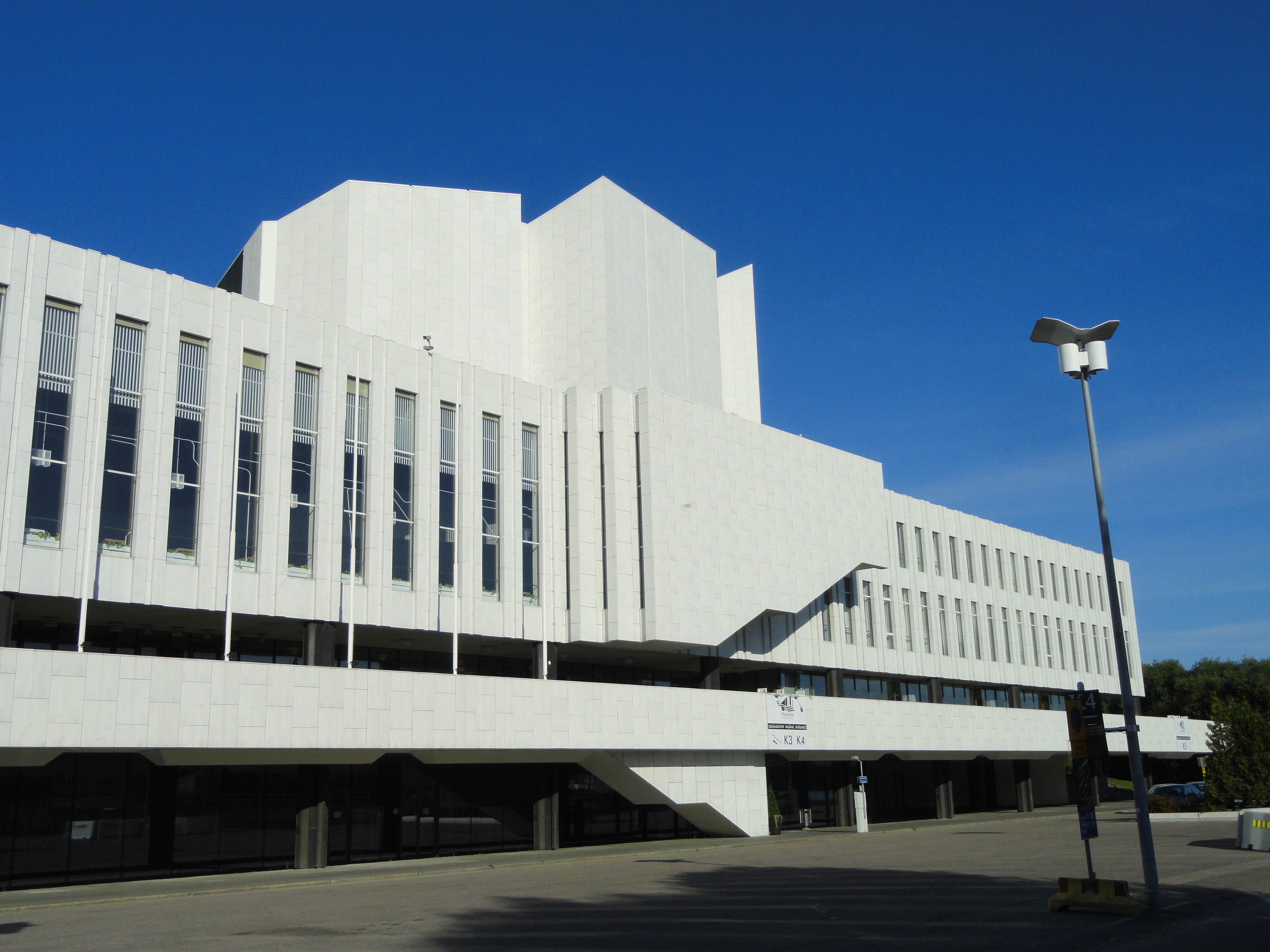
Maison Finlandia, Alvar Aalto et Elissa Aalto 1969, agrandi en 1975.
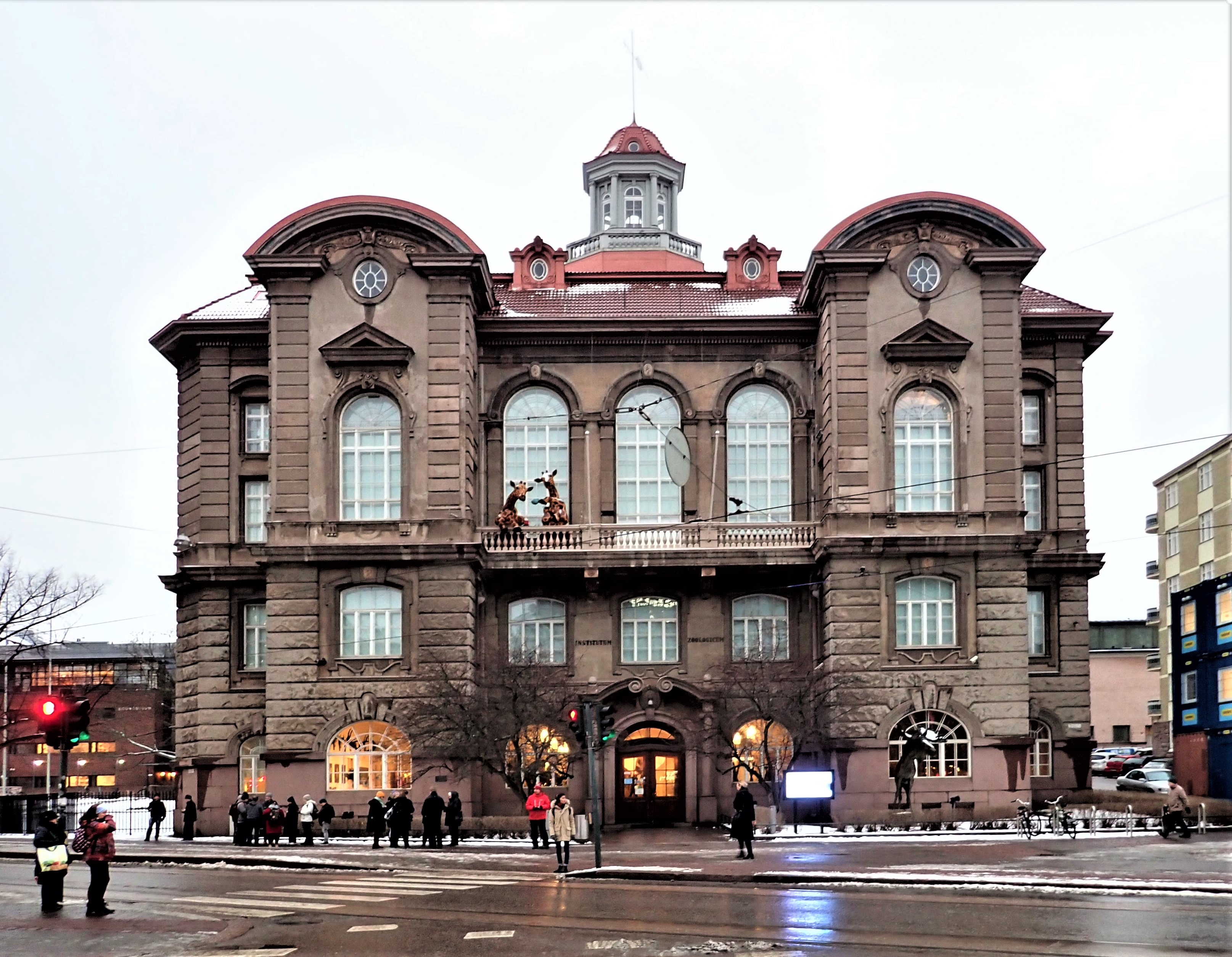
Musée d'histoire naturelle d'Helsinki
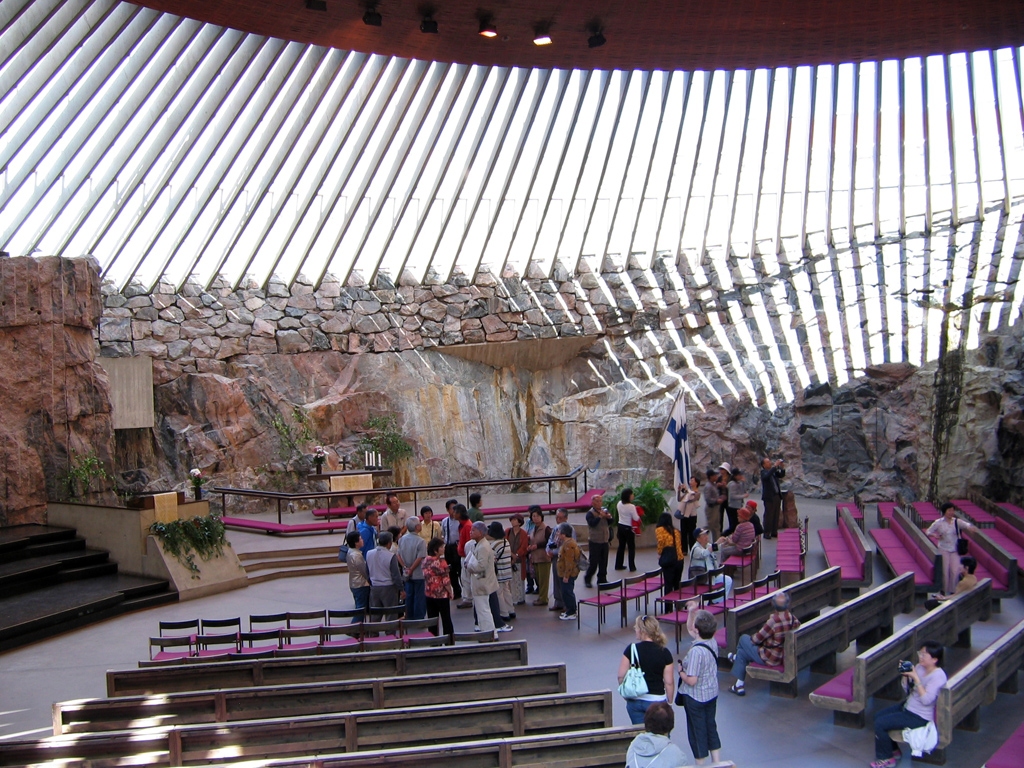
Église Temppeliaukio, Timo Suomalainen et  Tuomo Suomalainen 1969.
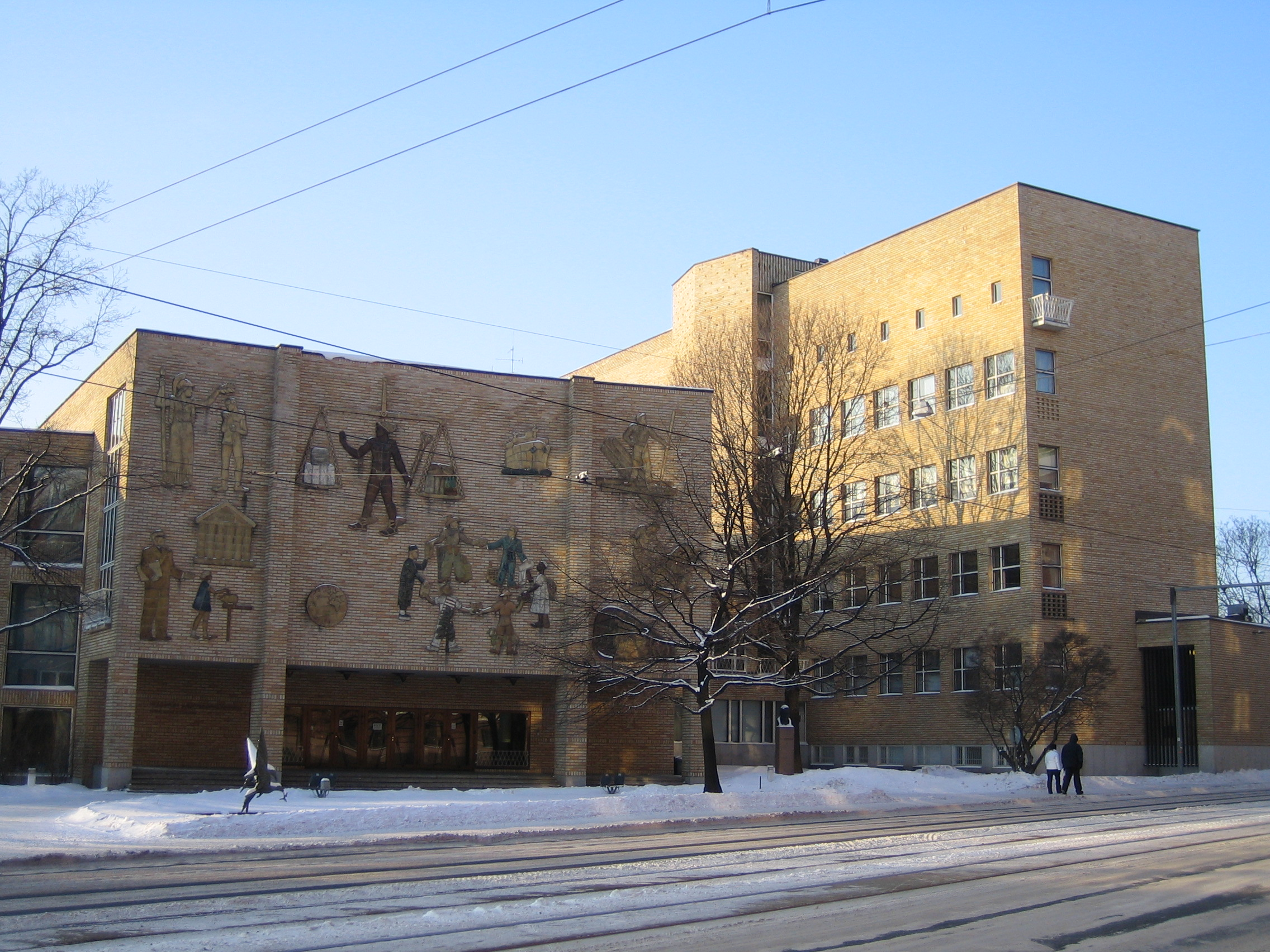
Helsingin kauppakorkeakoulu, Hugo Harmia et Woldemar Baeckman (1950)
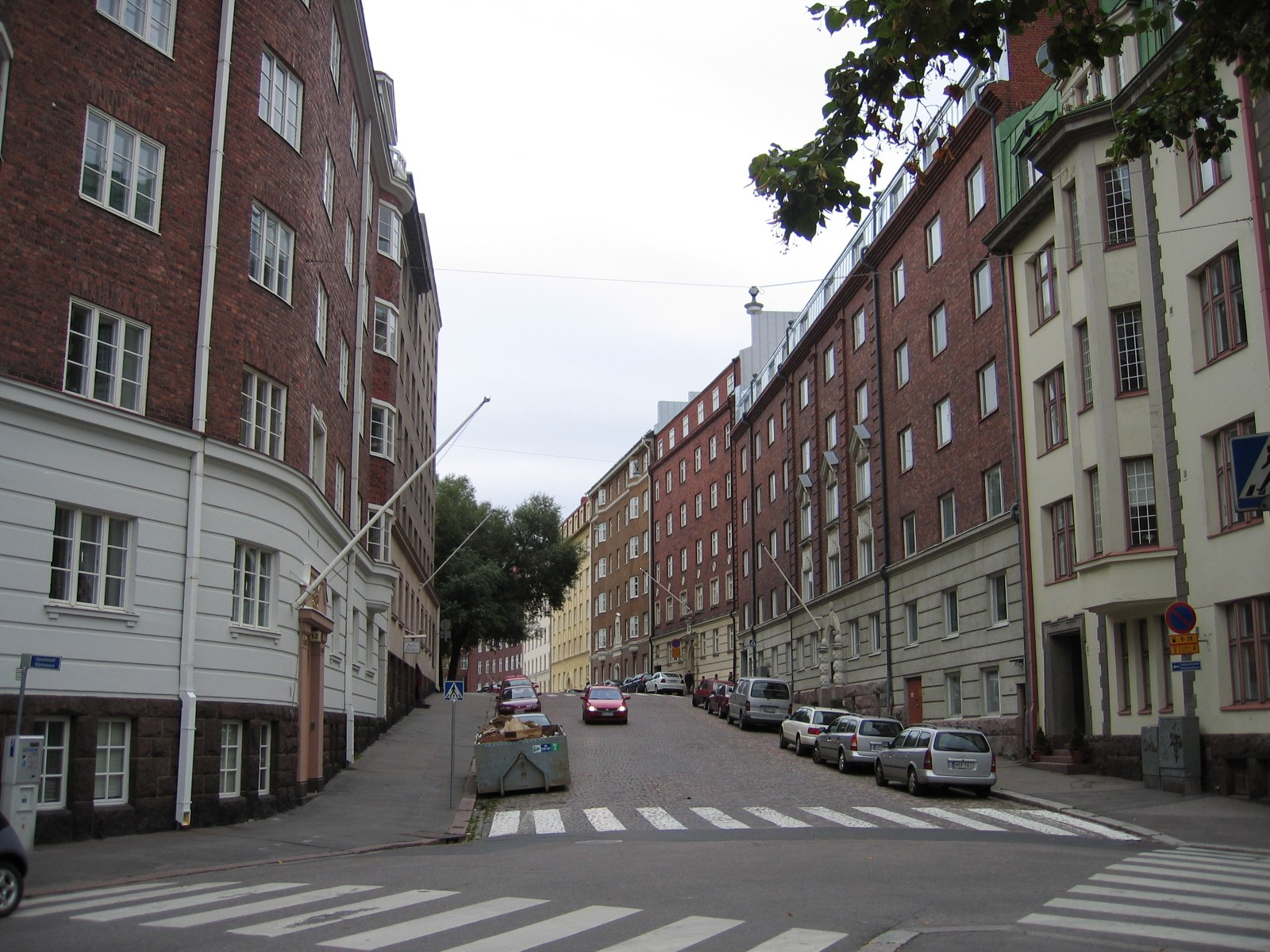
Vue de Temppelikatu à Etu-Töölö
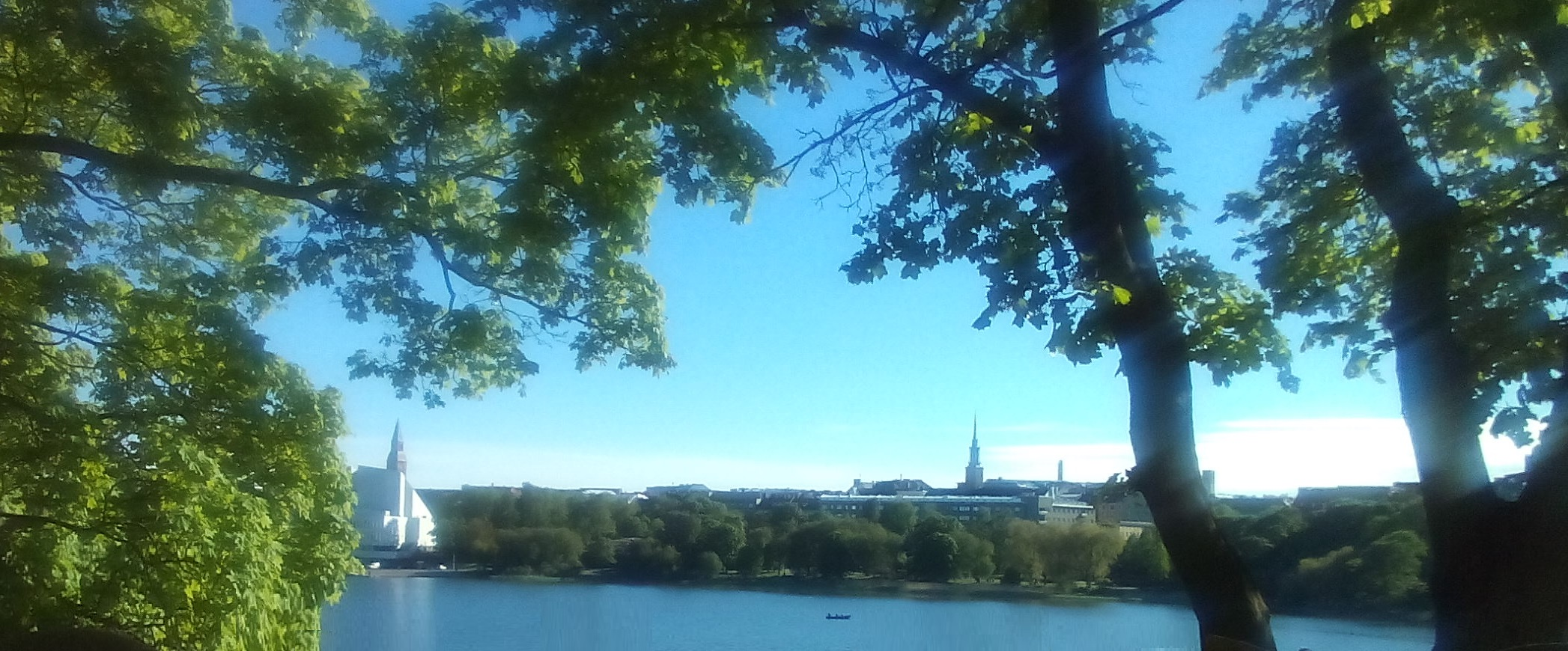
Panorama de la baie de Töölönlahti
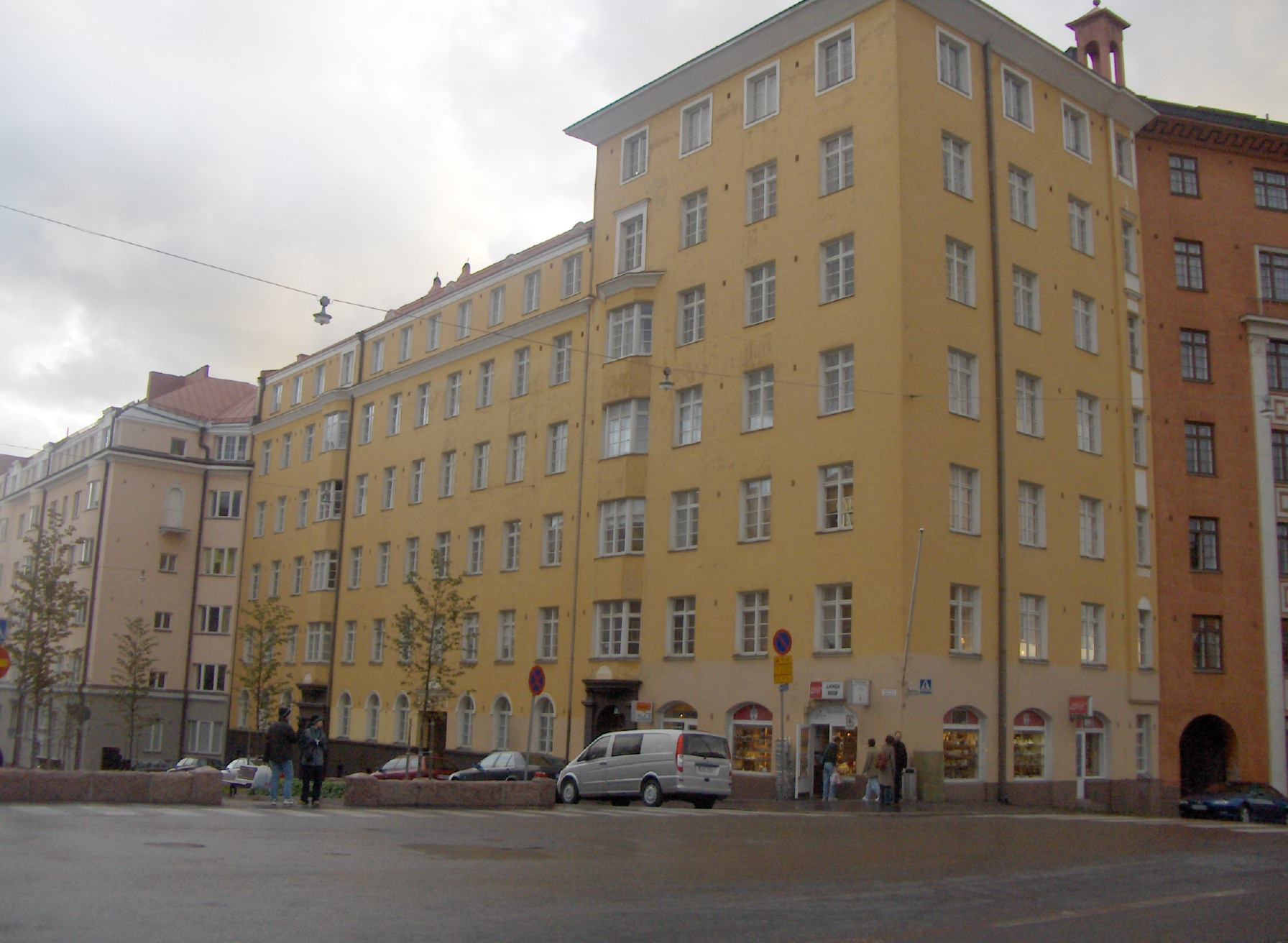
Fredrikinkatu, le numéro 68 est construit sur une colline, du dernier étage on voit Tapiola
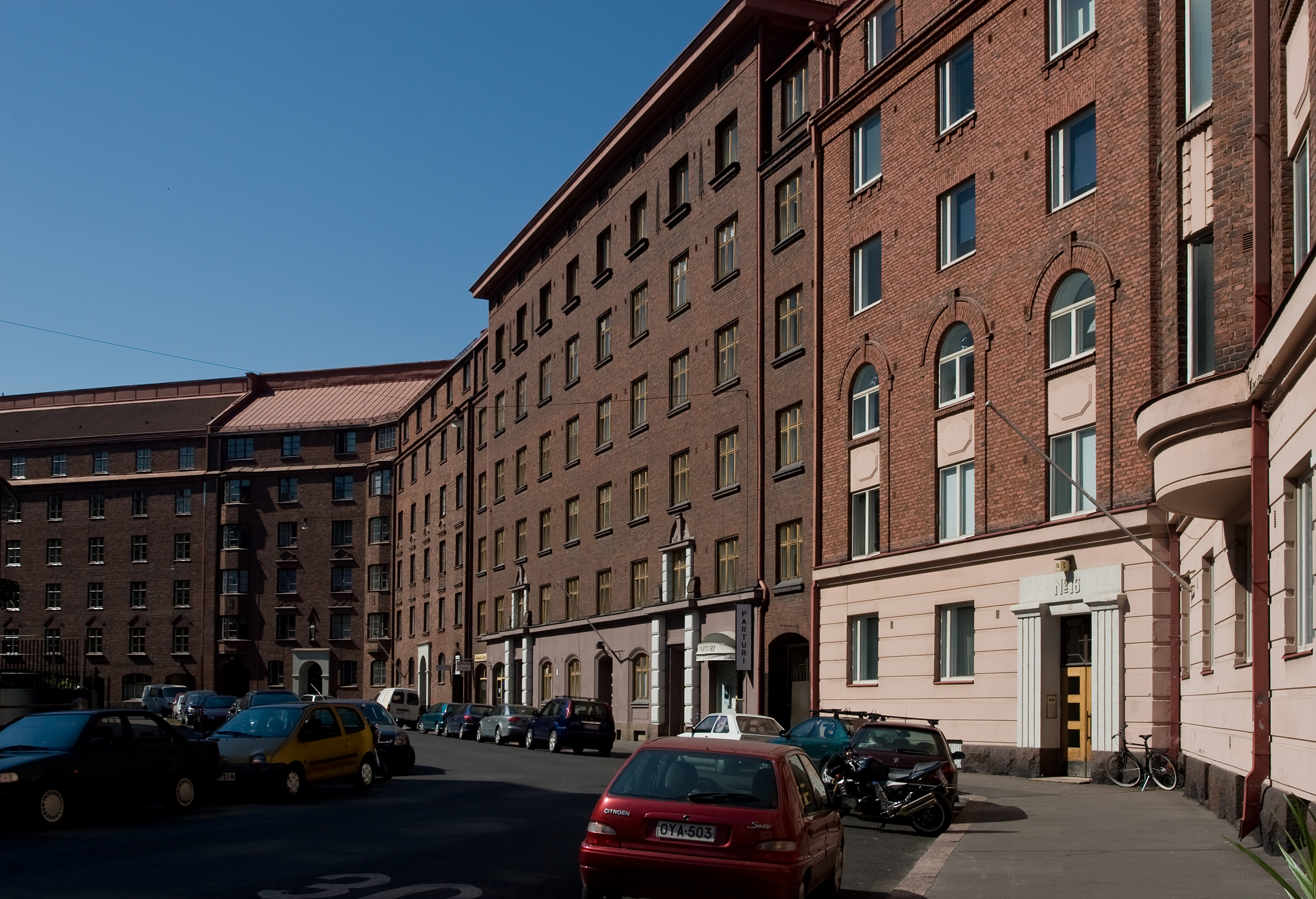
Construction  en briques classique de Ilmarinkatu, entre autres constructeurs O.J. Wiljanen 1928
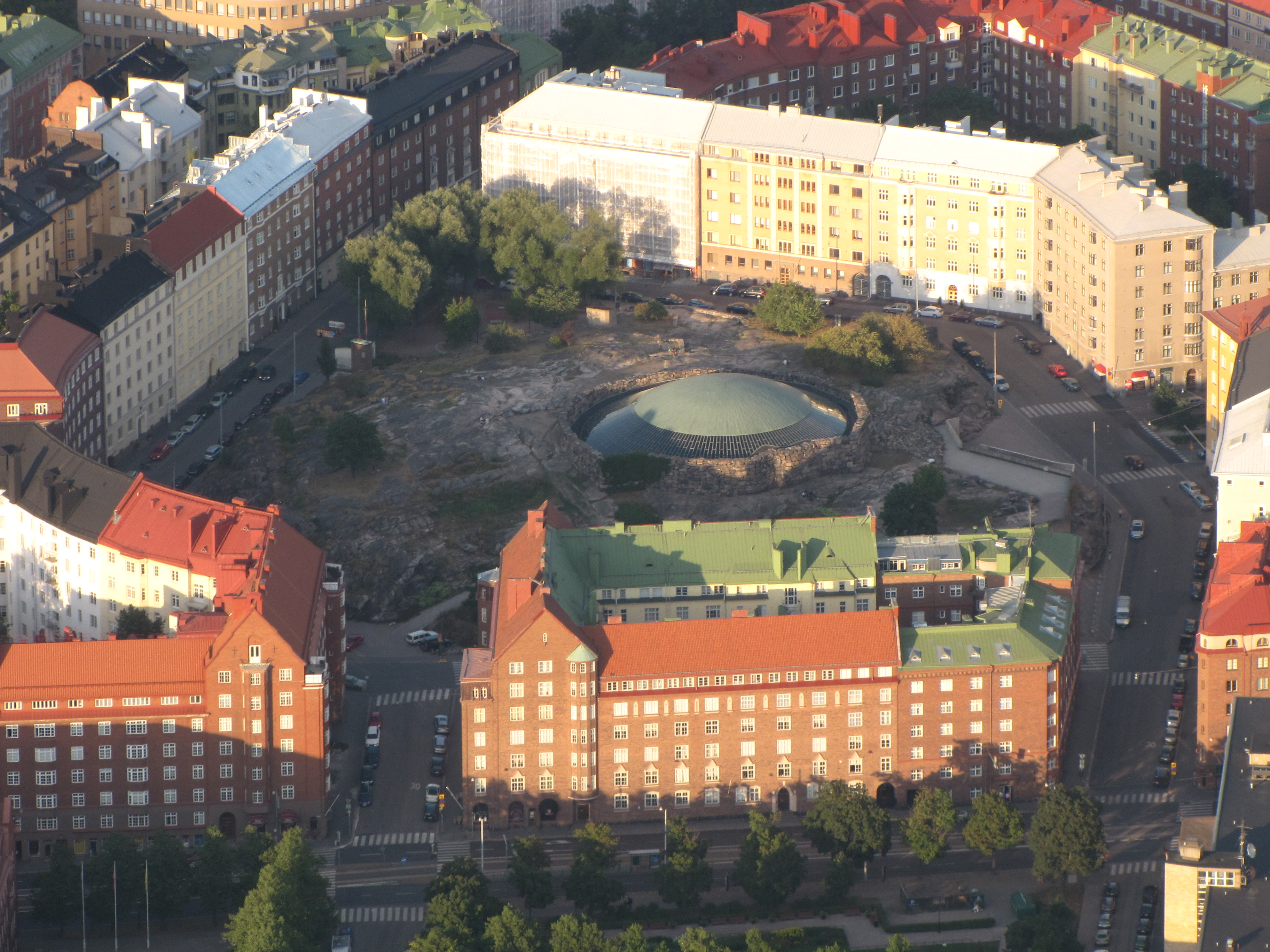
Vue aérienne.
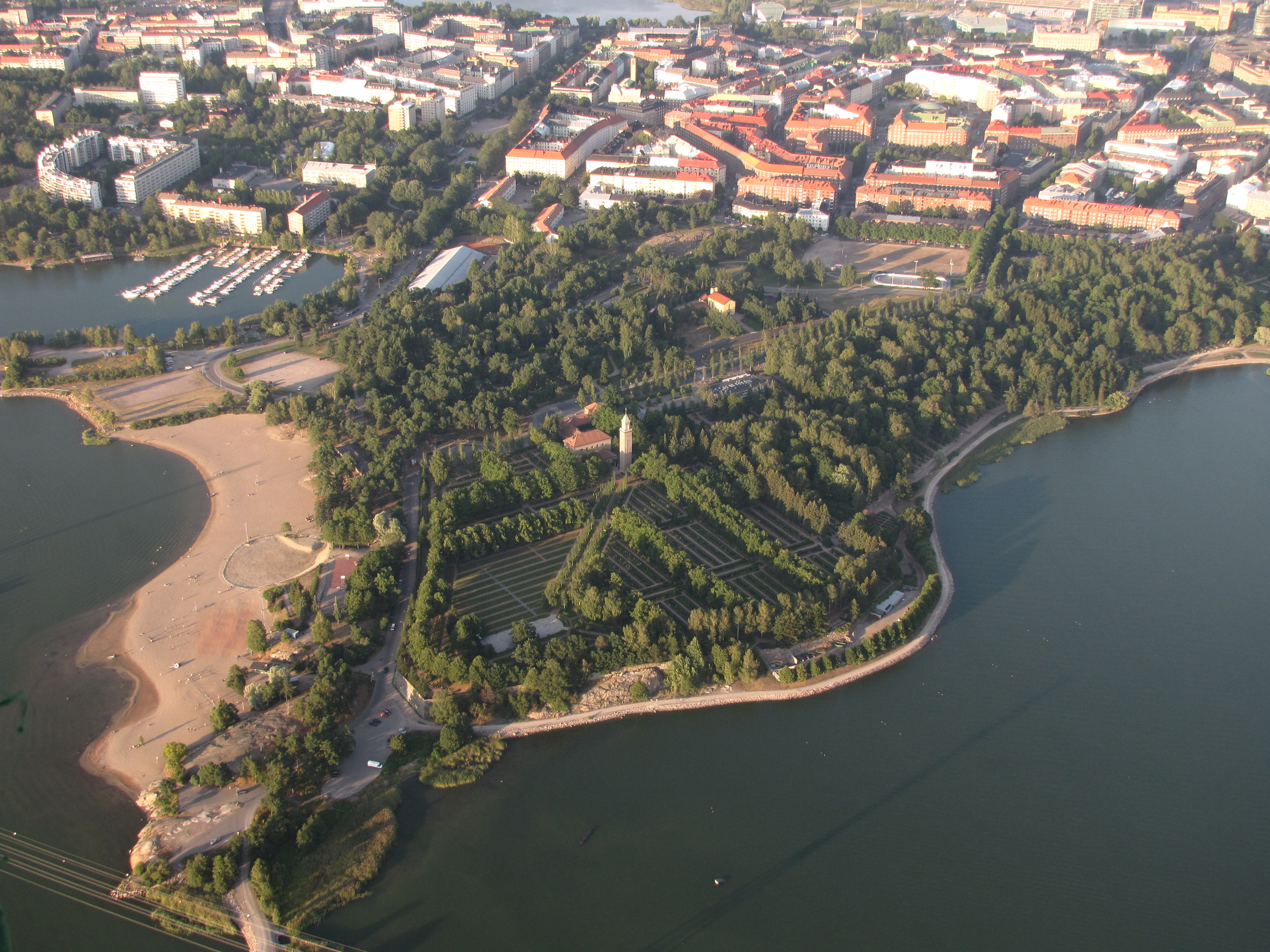
Vue aérienne.
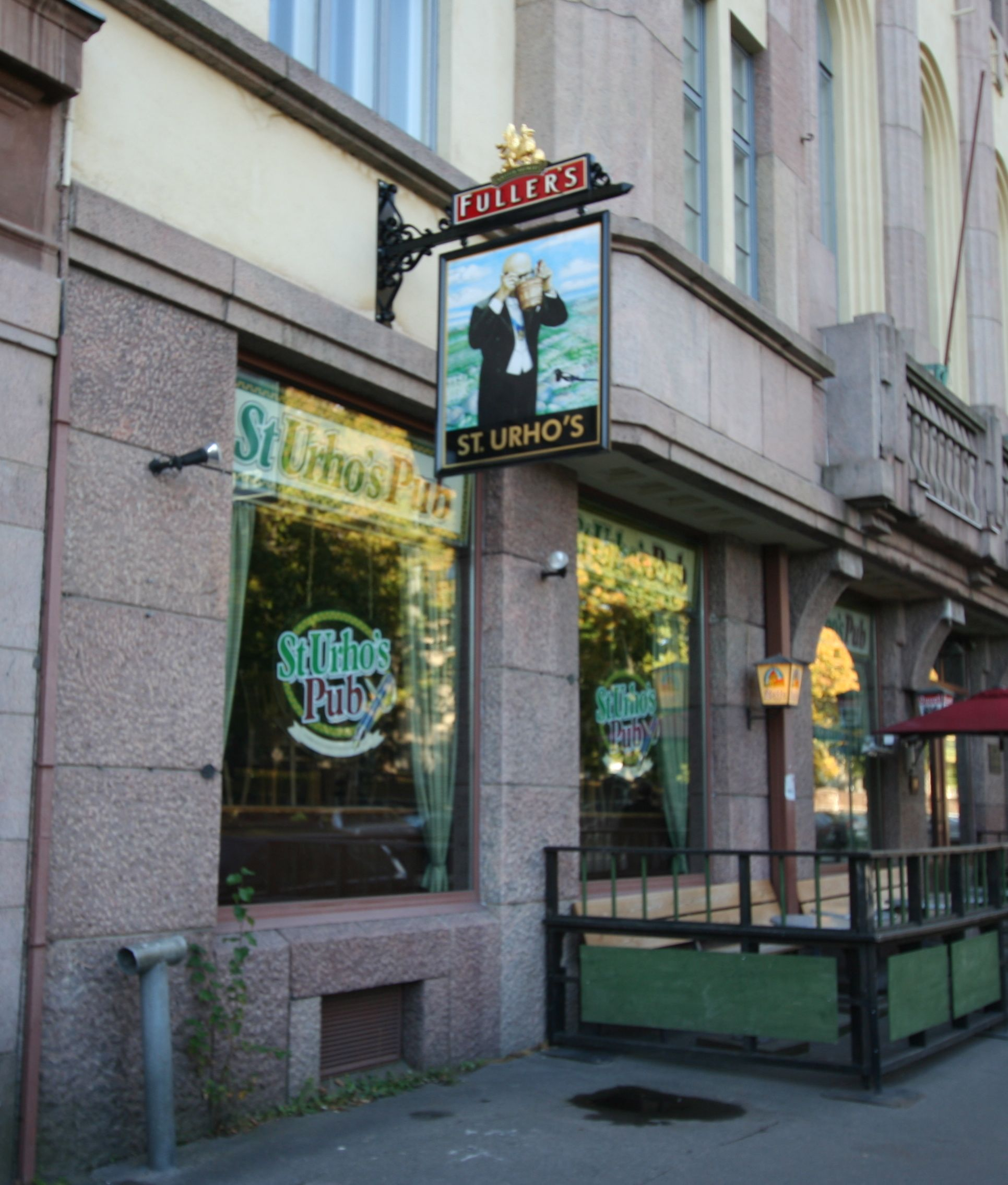
St. Urho's Pub

## Éducation
L'École de commerce d'Helsinki (finnophone) et l'École de commerce de Hanken (suédophone), les deux écoles de commerce les plus prestigieuses du pays, se trouvent dans le quartier.